# Joseph Quinaux

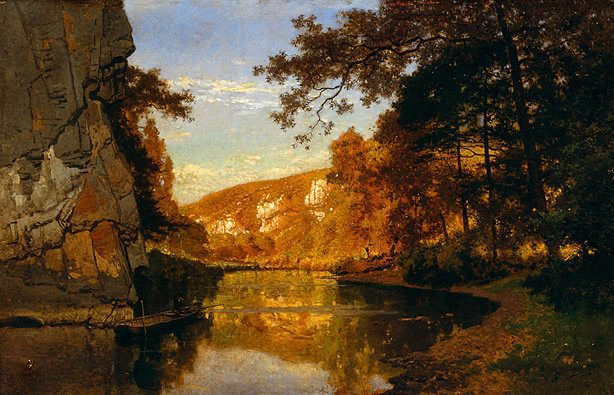
Op de rivier de Lesse (ca. 1883)

Joseph Quinaux (Namen, 29 maart 1822 – Schaarbeek, 24 mei 1895) was een Belgisch romantisch landschapsschilder.

## Persoonsgegevens
Hij was de zoon van Michel Quinaux, een decoratieschilder. Hij woonde ca. 1840 in de rue du Lombard, 1292 in Namen; ca. 1865 in de Rogierlaan, 229 in Schaarbeek/Brussel; ca. 1849 in de Processiestraat 14, Sint-Joost-ten-Node; ca. 1861 in de Sint-Alfonsiusstraat, 41 te Sint-Joost-ten-Node/Brussel.

## Levensloop
Joseph Quinaux ontving zijn volledige opleiding aan de kunstacademie in Namen. Zijn leraar was er Ferdinand Marinus, tevens directeur van de instelling. Marinus was een landschapsschilder die evolueerde van een pre-romantische stijl naar een duidelijke romantische benadering van het genre. Ook Théodore Fourmois, de kunstschilder die wordt beschouwd als de belangrijkste pionier van de realistische landschapsschilderkunst in België, wordt genoemd in verband met zijn vorming.
Joseph Quinaux verbleef reeds in de jaren 40 van de 19de eeuw in het Woud van Fontainebleau en keerde in 1857 terug naar Barbizon.
Quinaux debuteerde in het Salon 1844 in Brussel. Tot in 1885 nam hij deel aan quasi alle Belgische salons. Deze salons, groepstentoonstellingen van levende kunstenaars, waren trouwens omzeggens de enige contactpunten met het publiek, met uitzondering van het atelier.
Op 1 oktober 1876 volgde Quinaux Paul Lauters († 12 november 1877) op als tekenleraar en titularis 'landschapsklas' aan de Brusselse Academie. Hij was er tevens verantwoordelijk voor de cursus bloemenschilderen. Als dusdanig stond hij in voor de opleiding van heel wat belangrijke kunstschilders die in de periode 1876-1895 aan de Brusselse Academie kwamen studeren. Leerlingen van Quinaux – privé of in de academie waren Carlos De Haes (1826-1898) die naar Spanje uitweek en diens Spaanse leerling, Darío de Regoyos y Valdes (1857-1913) die hij naar Quinaux stuurde voor vervolmaking. Beiden hadden ze grote bewondering voor Quinaux. Verder : Hippolyte Boulenger, Isidore Verheyden (1846-1905), Oswald Poreau (1877-1955), Pierre Stobbaerts (1875-1948), Willem Delsaux (1862-1945), Aimé Stevens (1879-1951), Emile Van Doren (1865-1949)…

## Oeuvre
Voor het overgrote deel van zijn schilderijen vond Quinaux inspiratie in de Ardennen en het Groothertogdom Luxemburg : de Amblève, de Lesse, de vallei van de Maas... Een groep vroege werken ontstond te Fontainebleau. Dit is een boeiend gegeven, want juist daar – in Barbizon- was er een kern van modernistische landschapsschilders actief die de basis legden voor het realisme en het plein-airisme. Ook andere Belgische landschapsschilders gingen poolshoogte nemen in Barbizon : Edmond De Schampheleer, Camille Van Camp, Joseph Coosemans, Cesar De Cock en Xavier De Cock of François Lamorinière bijvoorbeeld, en niet te vergeten Charles-Ferdinand Sermain, gezegd Ceramano die er bleef wonen. Quinaux lijkt de geest van Barbizon niet te hebben aangevoeld of ze te hebben geadapteerd. Een aantal werken uit 1857 en de jaren daarna getuigen van een reis in de Dauphiné.
Quinaux was een van de meest vooraanstaande vertegenwoordigers van de romantische en de romantisch-realistische landschapschilderkunst in België, net als figuren als Ferdinand Marinus, François-Xavier Roffiaen, Paul Lauters, Pierre-Louis Kuhnen. Gevoel voor evenwichtige composities en een grote technische vaardigheid schragen zijn oeuvre.
In zijn later werk, zoals in “Waadplaats op de Lesse” (1875, Brussel K.M.S.K.) is duidelijk een verschuiving naar het volle realisme merkbaar.

## Tentoonstellingen
- Salon 1840, Antwerpen : “Landschap. Een boer leidt zijn vee”
- Salon 1849, Antwerpen : “Een moeras – zonsondergang” en “Omgeving van Fontainebleau”
- 1852, Tentoonstelling van Levende Meesters, Amsterdam : “Gezicht op de Amblève in de Ardennen”
- 1856, Tentoonstelling van Levende Meesters, Amsterdam : “Het kasteel Beaufort en omstreken in het Groothertogdom Luxemburg”
- 1858, Tentoonstelling van Levende Meesters, Amsterdam : “Avondstond”
- Salon 1861, Antwerpen : “Gezicht te Echelles, Savoie”
- Salon 1865, Kortrijk : “In de Ardennen”
- Salon 1871, Gent, “Gezicht te Sassenage in de Dauphiné”
- Salon 1880, Gent : “De Meuse te Anseremme” en “De Lesse te Anseremme”
- Salon 1883, Gent : “Het Vlaamse land” en “De Amblève”

## Vernoeming
- Een straat in Brussel draagt zijn naam.

## Musea
- Antwerpen, Koninklijk Museum voor Schone Kunsten
- Brussel, Koninklijke Musea voor Schone Kunsten van België : “Gezicht in de Dauphiné” (1869) en “Waadplaats in de Lesse” (1875; figuren door De Haes)
- Dinant
- Sydney : “Brug over de Lesse bij Dinant”
- Namen : eigen werken bij legaat aan de Stad Namur geschonken